# Fara Gera d’Adda
Fara Gera d’Adda – miejscowość i gmina we Włoszech, w regionie Lombardia, w prowincji Bergamo.
Według danych na styczeń 2009 gminę zamieszkiwały 7933 osoby przy gęstości zaludnienia 748,4 os./1 km².